# Charlie Koch
Carel Frederik (Charlie) Koch (Groningen, 30 april 1890 - Wassenaar, 31 mei 1984) was een Nederlands chirurg en vrouwenarts uit Middelburg. In 1940, na het uitbreken van de Tweede Wereldoorlog, vluchtte hij als Engelandvaarder naar het Verenigd Koninkrijk.

## Biografie

### Oorlogsjaren
Nadat op 17 mei 1940 Middelburg en Zuid-Beveland door de Duitsers was gebombardeerd, besloot Koch met zijn vrouw en twee zonen naar Engeland te gaan. Eerst gingen zij naar Breskens. Daar verzamelde hij een groep mensen, ongeveer 200, die hetzelfde doel hadden. Hij regelde brood voor ze door bij bakkerijen briefjes af te geven dat de Nederlandse regering er later voor zou betalen. Later ging hij met de groep door naar Brest in Bretagne. Vandaar liet hij de ambassade in Parijs weten dat ze daar waren. De ambassade stuurde een Nederlandse majoor naar Bretagne om het commando op zich te nemen, maar Koch weigerde dat over te dragen, omdat het zijn mannen waren, die hij had verzameld, verzorgd en moed had ingesproken. Via Plymouth kwam de groep in Engeland aan. In Londen werd hij voor de krijgsraad geleid en vrijgesproken. 
In Londen ontmoette hij Archibald McIndoe, die hem in het Queen Victoria Hospital in East Grinstead omschoolde tot plastisch chirurg. Hij leerde neergeschoten Spitfire-piloten te behandelen die vaak een verbrand gezicht hadden en soms een deel van hun neus of kin misten. Een belangrijk aspect was ook de resocialisatie van de slachtoffers.

### Na de oorlog
In de rang van luitenant-kolonel werd Koch eind november 1945 door het Ministerie van Oorlog naar Engeland gezonden als leider van de Plastisch Chirurgische Groep (PCG) van de landmacht. Daarna introduceerde Koch de plastische chirurgie als nieuw specialisme in Nederland. Op 26 maart 1947 begon Koch als plastisch-chirurg in het militaire hospitaal in Arnhem, waar ook burgerpatiënten werden behandeld. Hij beschikte daar over tien bedden. Daarnaast zette hij toen reeds een kleine praktijk op in Amsterdam. Nadat het team in Arnhem door de nieuwe minister van Defensie (kabinet-Drees-Van Schaik) werd opgeheven, vertrok Koch naar Amsterdam en zette zijn praktijk aldaar voort. Op 1 januari 1950 richtte Koch, samen met J.C. Raadsveld en C.A. Honig, de Nederlandse Vereniging voor Plastische Chirurgie op.